# Sergio Antonielli
Sergio Antonielli (Roma, 31 agosto 1920 – Milano, 8 luglio 1982) è stato uno scrittore, critico letterario e italianista italiano.

## Biografia
Come narratore è ricordato per Il campo 29, del 1949, complesso memoriale in cui ha raccontato la propria esperienza di prigioniero di guerra degli inglesi in un campo di prigionia in India, e per romanzi come La tigre viziosa. Assistente alla cattedra di Letteratura italiana di Mario Fubini, diventa poi docente di Letteratura italiana moderna e contemporanea presso l'Università degli Studi di Milano, come critico concentrò la sua attenzione sulla poesia del novecento. Fu inoltre studioso di Parini e di Pascoli. Le sue ceneri riposano in una celletta nel cimitero di Lambrate. Il figlio Livio è stato professore ordinario di Storia delle istituzioni militari presso l'Università degli Studi di Milano.

## Opere

### Narrativa
- Il campo 29, Milano, Edizioni Europee, 1949. - II ed., 1952; Prefazione di Vittorio Sereni, Collana I David, Roma, Editori Riuniti, 1976; con uno scritto di Edoardo Esposito, Milano, Isbn, 2009, ISBN 978-88-7638-146-1.
- La dinastia: romanzo, Milano, Rizzoli, 1952.
- La tigre viziosa, Collana I gettoni n.26, Torino, Einaudi, 1954. - Introduzione di Sergio Solmi, Milano, A. Mondadori, 1979; Venezia, Palingenia, 2025, ISBN 979-12-817-6511-5.
- Un cane e un uomo in più : romanzo, Milano, Fratelli Parenti, 1958.
- Il Venerabile Orango, Milano, A. Mondadori, 1962.
- Oppure niente : romanzo, Milano, A. Mondadori, 1971.
- L'elefante solitario : romanzo, Milano, A. Mondadori, 1979.

### Saggistica
- Sergio Antonielli e Luciano Anceschi, Lirica del Novecento. Antologia della Poesia italiana, 4ª ed., Firenze, Vallecchi, 1953.
- La poesia del Pascoli, Milano, Edizioni della Meridiana, 1955.
- Aspetti e figure del Novecento, Parma, Guanda, 1955.
- Giuseppe Parini, Firenze, La nuova Italia, 1973.
- Viaggio nella letteratura italiana, Lugano, Pantarei, 1982.
- Letteratura del disagio, Milano, Edizioni di Comunità, 1984, ISBN 88-245-0197-4.
- M'illumino d'immenso. Viaggio nella letteratura italiana contemporanea, a cura di Edoardo Esposito, Presentazione di Geno Pampaloni, Milano, Mursia, 1987. - col titolo Viaggio nella Letteratura italiana del Novecento, Napoli, La scuola di Pitagora, 2017, ISBN 978-88-6542-490-2.